# Pierre Gamet
Pour les articles homonymes, voir Gamet.
Pierre Gamet est un ingénieur du son et chef-opérateur du son français, né le 23 août 1944 à Tarare (Rhône) et mort le 7 janvier 2012 à Paris 15e.

## Biographie

### Enfance et famille
Pierre Roger Jean Gamet est né le 23 août 1944 à Tarare, il est le fils de Roger Gamet (1911-2006), imprimeur, et de Léa Madeleine Lafage (1911-2005).
Son arrière-grand-père, Benoit Raoul Barlerin (1837-1901), était un docteur en pharmacie très réputé dans son domaine comme inventeur (en 1863) du « Café Barlerin » mais aussi hygiénique de santé et propagateur de la « Farine Mexicaine ». Il fut aussi gérant du journal Le Bon Citoyen de Tarare paru jusqu’en 1914, conseiller municipal de Tarare de 1873 à 1880 et propriétaire de l'Hacienda du Dangin de Tarare.
Benoit Raoul Barlerin était aussi le fondateur en 1865, de l'actuelle société d'imprimerie Barlerin basé à Saint-Romain-de-Popey, reprise en 2006 par deux des ses employés Gérard Lhermet et Bruno Peylachon (actuel maire de Tarare),.
Il grandit comme aîné dans une famille de trois frères dont Jean (né en 1946) auteur, compositeur, interprète, producteur, éditeur et fondateur en 1984 des studios d'enregistrement de l'Hacienda et Bruno (né en 1949), ancien dirigeant de la société familiale d'impression (de 1969 à 2006) et désormais, avec son épouse, propriétaire-gérant de l'Hacienda.
Pierre Gamet à un fils, Martin, acteur, compositeur, interprète, assistant réalisateur et ingénieur-son. Il a été le compagnon de l'actrice Vahina Giocante avec qui il eut un fils en 2001 prénommé Nino, devenu acteur et interprète,. Il fut aussi le compagnon de l'actrice Marie Gillain avec qui il eu une fille née en 2004 et prénommée Dune.

### Formation
Pierre Gamet réalise ses formations générales sur Tarare, fréquentant le collège de Tarare pour ses études secondaires.

Il a réalisé ses études supérieures dans deux écoles, premièrement à l'École Vaugirard à Paris entre 1964 et 1966 où il décroche son brevet de technicien supérieur des sons,, puis en 1967 devient élève de la 22e promotion de l'Institut des hautes études cinématographiques (IDHEC) à Paris, désormais devenue La Femis.

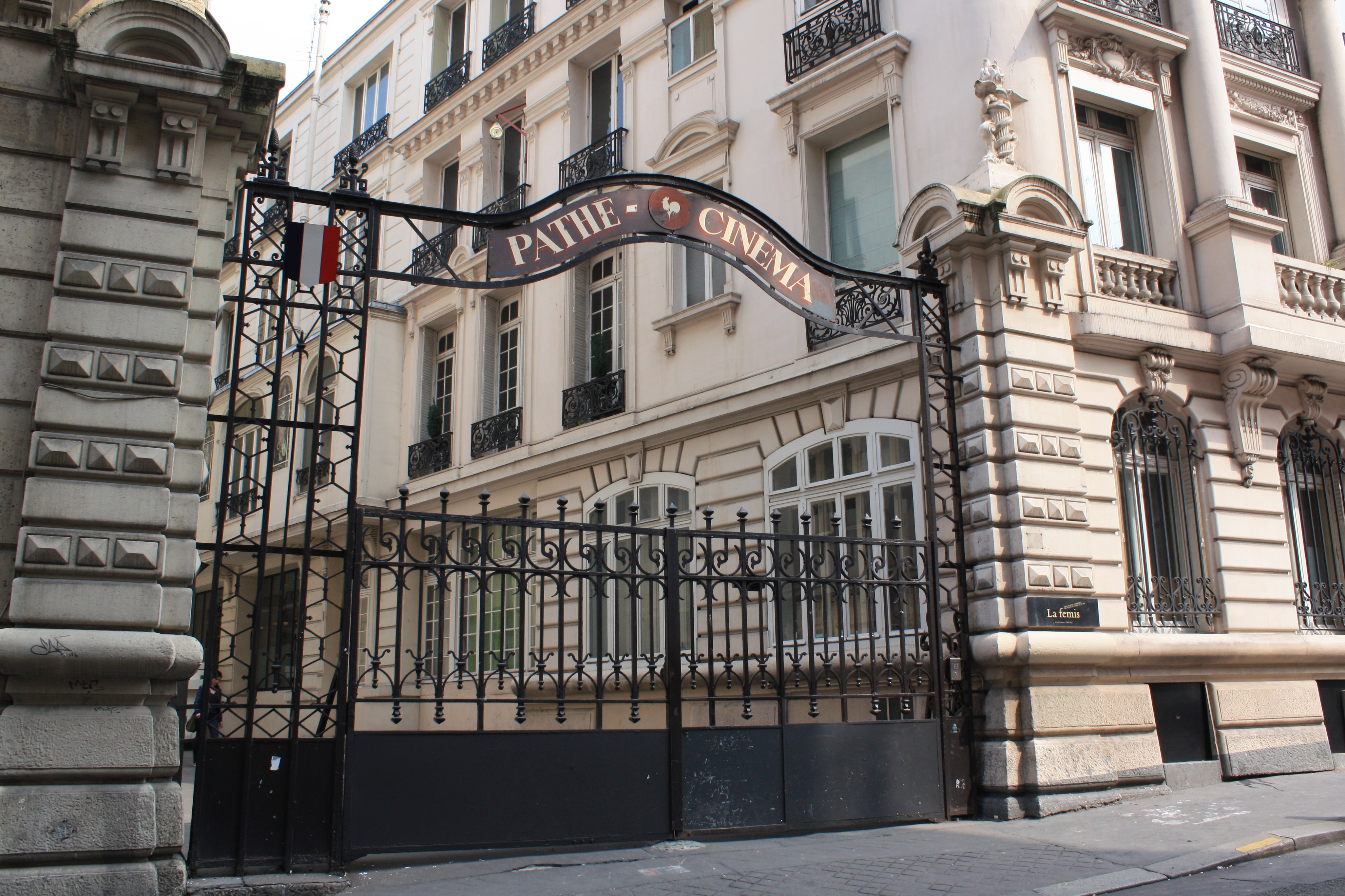
L'École de La Femis

### Carrière
Il a reçu quatre Césars du meilleur son pour Clair de femme, Cyrano de Bergerac, Tous les matins du monde et Le Hussard sur le toit.
Le film à sketches Les Infidèles lui est dédié.

### Décès et obsèques
Le samedi 7 janvier 2012, Pierre Gamet décède d'un arrêt cardiaque à l'âge de 67 ans lors d'une partie en double de tennis, sport qu'il pratiquait régulièrement. Ce drame survient juste avant son départ pour le tournage du film Blood ties sur lequel Guillaume Canet l'avait sollicité,.
La cérémonie à lieu le vendredi 13 janvier 2012 à la basilique Notre-Dame-du-Perpétuel-Secours située dans le 11e arrondissement de Paris. Contrairement à l'usage habituel, il est demandé de venir en tenue décontractée et colorée, à l'image du défunt ingénieur du son.
Pierre Gamet est incinéré au sein du crématorium du Père-Lachaise le même jour.

## Filmographie
- 1972 : Juliette ? de Philippe Pilard (court métrage)
- 1974 : Pas si méchant que ça de Claude Goretta
- 1974 : Le Milieu du monde de Alain Tanner
- 1974 : Erica Minor de Bertrand Van Effenterre
- 1975 : Vincent mit l'âne dans un pré (et s'en vint dans l'autre) de Pierre Zucca
- 1976 : Noroît de Jacques Rivette
- 1976 : L'Homme à tout faire (Der Gehülfe) de Thomas Koerfer
- 1976 : Duelle de Jacques Rivette
- 1976 : Jonas qui aura 25 ans en l'an 2000 de Alain Tanner
- 1976 : Moi, Pierre Rivière, ayant égorgé ma mère, ma sœur et mon frère... de René Allio
- 1977 : La Dentellière de Claude Goretta
- 1977 : Le Passé simple de Michel Drach
- 1977 : Repérages de Michel Soutter
- 1978 : Dégustation maison de Sophie Tatischeff
- 1978 : La Voix de son maître de Gérard Mordillat et Nicolas Philibert
- 1978 : Va voir maman, papa travaille de François Leterrier
- 1978 : Les Chemins de l'exil ou Les dernières années de Jean-Jacques Rousseau (TV) de Claude Goretta
- 1979 : Mais ou et donc Ornicar de Bertrand Van Effenterre
- 1979 : Messidor de Alain Tanner
- 1979 : Clair de femme de Costa-Gavras
- 1979 : Passe ton bac d'abord de Maurice Pialat
- 1979 : Duos sur canapé de Marc Camoletti
- 1980 : La Mano negra de Fernando Colomo
- 1980 : L'Empreinte des géants de Robert Enrico
- 1980 : Premier Voyage de Nadine Trintignant
- 1980 : Cousine, je t'aime (es) de Fernando Trueba
- 1980 : Retour à Marseille de René Allio
- 1981 : Le Voleur d'enfants (TV) de François Leterrier
- 1981 : La Provinciale de Claude Goretta
- 1981 : Malevil de Christian de Chalonge
- 1981 : Il faut tuer Birgitt Haas de Laurent Heynemann
- 1981 : Merry-Go-Round de Jacques Rivette
- 1982 : Boulevard des assassins de Boramy Tioulong
- 1982 : Les Quarantièmes rugissants de Christian de Chalonge
- 1982 : Qu'est-ce qu'on attend pour être heureux !
- 1983 : La Lune dans le caniveau de Jean-Jacques Beineix
- 1983 : Le Bâtard de Bertrand Van Effenterre
- 1983 : Vivement dimanche ! de François Truffaut
- 1983 : Hanna K. de Costa-Gavras
- 1984 : Gros sel (es) de Fernando Trueba
- 1984 : Fort Saganne de Alain Corneau
- 1984 : L'Amour à mort de Alain Resnais
- 1984 : L'Amour par terre de Jacques Rivette
- 1984 : Côté cœur, côté jardin de Bertrand Van Effenterre
- 1985 : L'Été prochain de Nadine Trintignant
- 1985 : Détective de Jean-Luc Godard
- 1985 : Harem de Arthur Joffé
- 1986 : États d'âme de Jacques Fansten
- 1986 : Jean de Florette de Claude Berri
- 1986 : Manon des sources de Claude Berri
- 1987 : Chronique d'une mort annoncée de Francesco Rosi
- 1987 : De guerre lasse de Robert Enrico
- 1988 : Sweet Lies de Nathalie Delon
- 1988 : Camomille de Mehdi Charef
- 1988 : La Main droite du diable de Costa-Gavras
- 1988 : Drôle d'endroit pour une rencontre de François Dupeyron
- 1988 : La Maison de jade de Nadine Trintignant
- 1988 : Sueurs froides - À la mémoire d'un ange de Claire Devers (TV)
- 1989 : Bunker Palace Hôtel d'Enki Bilal
- 1989 : Nocturne indien d'Alain Corneau
- 1989 : Music Box de Costa-Gavras
- 1990 : Cyrano de Bergerac de Jean-Paul Rappeneau
- 1990 : Tumultes de Bertrand Van Effenterre
- 1991 : Tchin-Tchin de Gene Saks
- 1991 : Merci la vie de Bertrand Blier
- 1991 : Un cœur qui bat de François Dupeyron
- 1991 : Mon père, ce héros de Gérard Lauzier
- 1991 : Tous les matins du monde d'Alain Corneau
- 1992 : Au pays des Juliets de Mehdi Charef
- 1992 : 1492 : Christophe Colomb de Ridley Scott
- 1993 : La Petite Apocalypse de Costa-Gavras
- 1993 : Germinal de Claude Berri
- 1993 : Profil bas de Claude Zidi
- 1994 : Une pure formalité de Giuseppe Tornatore
- 1994 : Le Colonel Chabert d'Yves Angelo
- 1994 : Les Faussaires de Frédéric Blum
- 1994 : La Machine de François Dupeyron
- 1995 : Le Hussard sur le toit de Jean-Paul Rappeneau
- 1995 : Trop, c'est trop de Fernando Trueba
- 1996 : Anna Oz d'Éric Rochant
- 1997 : Lucie Aubrac de Claude Berri
- 1997 : Arlette de Claude Zidi
- 1997 : Le Cousin d'Alain Corneau
- 1998 : Don Juan de Jacques Weber
- 1998 : Que la lumière soit ! d'Arthur Joffé
- 1998 : Voleur de vie d'Yves Angelo
- 1998 : La Fille de tes rêves de Fernando Trueba
- 1999 : Un pont entre deux rives de Frédéric Auburtin
- 1999 : Voyages d'Emmanuel Finkiel
- 1999 : C'est quoi la vie ? de François Dupeyron
- 1999 : Le Fils du Français de Gérard Lauzier
- 2000 : La Fidélité d'Andrzej Zulawski
- 2000 : Total Western de Éric Rochant
- 2000 : Calle 54 de Fernando Trueba
- 2000 : Obra maestra de David Trueba
- 2000 : Le Prince du Pacifique d'Alain Corneau
- 2002 : Huit femmes de François Ozon
- 2002 : Amen de Costa-Gavras
- 2002 : Le Sortilège de Shanghai de Fernando Trueba
- 2002 : Décalage horaire de Danièle Thompson
- 2002 : Mon idole de Guillaume Canet
- 2003 : Stupeur et tremblements d'Alain Corneau
- 2003 : Bon voyage de Jean-Paul Rappeneau
- 2003 : Ripoux 3 de Claude Zidi
- 2004 : San-Antonio de Frédéric Auburtin
- 2004 : Ne quittez pas ! de Arthur Joffé
- 2004 : Le Miracle de Candeal (es) de Fernando Trueba
- 2004 : La confiance règne de Étienne Chatiliez
- 2004 : Un petit jeu sans conséquence de Bernard Rapp
- 2005 : Les Mots bleus d'Alain Corneau
- 2005 : L'Avion de Cédric Kahn
- 2005 : Les Âmes grises d'Yves Angelo
- 2006 : Capitaine Alatriste  d'Agustín Díaz Yanes
- 2006 : Ne le dis à personne de Guillaume Canet
- 2007 : L'Avare (TV) de Christian de Chalonge
- 2007 : Ensemble, c'est tout de Claude Berri
- 2007 : Le Deuxième Souffle d'Alain Corneau
- 2008 : La Femme de l'anarchiste de Marie-Noëlle Sehr et Peter Sehr
- 2008 : Venganza (Sólo quiero caminar) d'Agustín Díaz Yanes
- 2010 : Le Bruit des glaçons de Bertrand Blier
- 2011 : Mon père est femme de ménage de Saphia Azzeddine
- 2012 : Une nuit de Philippe Lefebvre
- 2012 : La Vie d'une autre de Sylvie Testud
- 2012 : L'Artiste et son modèle (El artista y la modelo) de Fernando Trueba

## Distinctions et hommages
Pierre Gamet est l'un des ingénieur son des plus illustres du monde du cinéma français avec pas moins de 4 César et 17 nominations. Il demeure à ce jour l'un des plus récompensés et nommées dans la catégorie du meilleur son.

### Récompenses
- César 1980 : meilleur son pour Clair de femme
- César 1991 : meilleur son pour Cyrano de Bergerac (avec Dominique Hennequin)
- César 1992 : meilleur son pour Tous les matins du monde (avec Gérard Lamps et Anne Le Campion)
- César 1996 : meilleur son pour Le Hussard sur le toit (Jean Goudier et Dominique Hennequin)
- Goya 2001 : meilleur son pour Calle 54 lors de la 16e cérémonie des Goyas (es) (avec Thom Cadley, Mark Wilder, Martin Gamet, Dominique Hennequin et Marisa Hernández)

### Nominations
- César 1982 : meilleur son pour Malevil
- César 1983 : meilleur son pour Les Quarantièmes rugissants (avec Jacques Maumont)
- César 1985 : 
  - meilleur son pour L'Amour à mort (avec Jacques Maumont)
  - meilleur son pour Fort Saganne (avec Jean-Paul Loublier et Claude Villand)
- César 1986 : meilleur son pour Harem (avec Dominique Hennequin)
- César 1987 : meilleur son pour Jean de Florette (avec Dominique Hennequin et Laurent Quaglio)
- César 1990 : meilleur son pour Bunker Palace Hôtel – (avec Claude Villand)
- César 1994 : meilleur son pour Germinal (avec Dominique Hennequin)
- César 1998 : meilleur son pour Le Cousin (avec Gérard Lamps)
- César 2003 :
  - meilleur son pour Amen. (avec Dominique Gaborieau)
  - meilleur son pour Huit Femmes (avec Benoît Hillebrand et Jean-Pierre Laforce)
- César 2004 : meilleur son pour Bon Voyage (avec Jean Goudier et Dominique Hennequin)
- César 2007 : meilleur son pour Ne le dis à personne (avec Jean Goudier et Gérard Lamps)

### Hommages
- Une des deux salles du cinéma de Tarare est nommée en son honneur le 19 octobre 2013, en présence des acteurs français Guillaume Canet et Joël Dupuch, de l’actrice belge Marie Gillain et du producteur Alain Attal[13].